# Aspedalen
Aspedalen – przystanek kolejowy w Lerum, w regionie Västra Götaland, w Szwecji. Znajduje się na Västra stambanan i jest obsługiwana przez pociągi Göteborgs pendeltåg kursujące między Göteborgiem  i Alingsås.

## Linie kolejowe
- Västra stambanan